# Колошин, Геннадий Тихонович
Геннадий Тихонович Колошин — советский хозяйственный, государственный и политический деятель.

## Биография
Родился в 1933 году. Член КПСС с 1959 года.
Образование высшее (окончил Харьковский авиационный институт).
С 1956 года — на хозяйственной, общественной и политической работе.
- В 1956—1966 гг. — инженерно-технический работник на заводах города Перми[1].
- В 1966—1972 гг. — заместитель главного инженера, затем заместитель директора, главный технолог Минского производственного объединения имени В. И. Ленина[1].
- В 1972—1974 гг. — заместитель генерального директора Минского производственного объединения имени В. И. Ленина[1].

C 1974 гг. — генеральный директор Минского производственного объединения имени В. И. Ленина.
Лауреат Государственной премии СССР.
Избирался депутатом Верховного Совета Белорусской ССР 11-го созыва. Делегат XXVI съезда КПСС.
Жил в Белоруссии.